# Boardwalk Bullies d'Atlantic City
Pour les articles homonymes, voir Bullies.
Les Boardwalk Bullies d'Atlantic-City sont une franchise professionnelle de hockey sur glace d'Amérique du Nord qui a évolué dans l'ECHL. L'équipe était basée à Atlantic City dans l'État du New Jersey aux États-Unis.

## Historique
La franchise est créée en 2001 pour prendre la suite des Bulls de Birmingham. Elle joue en ECHL jusqu'en 2005. Elle déménage ensuite pour devenir le Thunder de Stockton. Lors de sa dernière saison, l'équipe est affiliée aux Sound Tigers de Bridgeport de la Ligue américaine de hockey et aux Islanders de New York de la Ligue nationale de hockey.

## Statistiques
| No | Saison    | PJ | V  | D  | DP | DTB | BP  | BC  | Pts | Classement                  | Séries éliminatoires      | Entraîneur    |
| -- | --------- | -- | -- | -- | -- | --- | --- | --- | --- | --------------------------- | ------------------------- | ------------- |
| 1  | 2001-2002 | 70 | 42 | 22 | 0  | 8   | 233 | 209 | 92  | 3e place, division Nord-Est | Défaite en demi-finale    | Mike Haviland |
| 2  | 2002-2003 | 72 | 41 | 19 | 0  | 12  | 268 | 224 | 94  | 1e place, division Nord-Est | Remportent la Coupe Kelly | Mike Haviland |
| 3  | 2003-2004 | 72 | 47 | 19 | 0  | 19  | 242 | 159 | 100 | 2e place, division Nord     | Défaite au premier tour   | Mike Haviland |
| 4  | 2004-2005 | 72 | 42 | 22 | 3  | 5   | 205 | 189 | 91  | 3e place, division Nord     | Défaite au premier tour   | Matt Thomas   |